# George Duff (Mathematiker)
George Francis Denton Duff (* 28. Juli 1926 in Toronto, Ontario; † 2. März 2001) war ein kanadischer Mathematiker, der sich mit partiellen Differentialgleichungen beschäftigte.
Duff war der Sohn des Botanik-Professors in Toronto George Henry Duff (Fellow der Royal Society of Canada) und der Anwältin Laura Duff. Er studierte ab 1944 an der University of Toronto, mit einer Master-These bei Leopold Infeld über Quantenmechanik (1949), und ab 1949 an der Princeton University (unter anderem bei Donald Spencer), wo er 1951 bei Solomon Lefschetz promovierte (Limit Cycles and rotated vector fields). Danach war er Moore-Instructor am Massachusetts Institute of Technology und ab 1952 Assistant Professor an der Universität von Toronto, wo er den Rest seiner Karriere blieb. 1957 wurde er dort Associate Professor und 1961 Professor. 1968 bis 1975 war er dort Vorstand der mathematischen Fakultät. 1992 emeritierte er, blieb aber an der Mathematischen Fakultät aktiv bis zu seinem Tod. Duff war unter anderem Gastprofessor an der Stanford University.
Duff arbeitete über elliptische und hyperbolische partielle Differentialgleichungen und in den 1980er Jahren besonders mit Navier-Stokes-Gleichungen. Ab Mitte der 1960er Jahre beschäftigte er sich mit  Fragen der Nutzung des hohen Tidenhubs im Bay of Fundy für Gezeitenkraftwerke. Er entwickelte eine mathematische Theorie dieses Gezeitenphänomens, das er als stehende Welle ansah, und trug darüber auf dem  Internationalen Mathematikerkongress (ICM) 1974 in Vancouver vor (Plenarvortrag: Mathematical problems of tidal energy). Für diese Arbeiten erhielt er auch 1994 die Ehrendoktorwürde der Dalhousie University. Er verfasste mehrere Lehrbücher über partielle Differentialgleichungen und auch mit anderen Schullehrbücher für den Distrikt Ontario.
1959 wurde er Fellow der Royal Society of Canada. Er war 1957 bis 1961 und 1978 bis 1981 Herausgeber des Canadian Journal of Mathematics und Präsident der Canadian Mathematical Society. Er gab auch viele Jahre die Mathematical Reports der Royal Society of Canada heraus und veröffentlichte darin eine Geschichte der Canadian Mathematical Society.
Er war zweimal verheiratet. Aus erster, 1981 geschiedener Ehe ab 1951 hatte er fünf Kinder.

## Schriften
- Partial Differential Equations, University of Toronto Press 1956
- mit D. Naylor: Differential equations of applied mathematics, Wiley 1966